# Foreign branding
Foreign branding är marknadsföring som ger varumärket en utländsk image. Den utländska imagen kan vara verklig eller rent påhittad.

## Exempel på varumärken som använder med foreign branding
- Frusen Glädjé
- Häagen-Dazs
- Roland Corporation